# Іст-Міддлбері (Вермонт)
Іст-Міддлбері (англ. East Middlebury) — переписна місцевість (CDP) в США, в окрузі Еддісон штату Вермонт. Населення — 426 осіб (2020).

## Географія
Іст-Міддлбері розташований за координатами 43°58′37″ пн. ш. 73°6′1″ зх. д. / 43.97694° пн. ш. 73.10028° зх. д. (43.976911, -73.100414).  За даними Бюро перепису населення США в 2010 році переписна місцевість мала площу 1,87 км², з яких 1,84 км² — суходіл та 0,04 км² — водойми.

## Демографія
Згідно з переписом 2010 року, у переписній місцевості мешкало 425 осіб у 184 домогосподарствах у складі 108 родин. Густота населення становила 227 осіб/км².  Було 199 помешкань (106/км²).
Расовий склад населення:
| - 97,2 % — білих - 0,5 % — азіатів - 0,2 % — чорних або афроамериканців |

До двох чи більше рас належало 1,2 %. Частка іспаномовних становила 2,1 % від усіх жителів.
За віковим діапазоном населення розподілялося таким чином: 22,1 % — особи молодші 18 років, 61,0 % — особи у віці 18—64 років, 16,9 % — особи у віці 65 років та старші. Медіана віку мешканця становила 42,7 року. На 100 осіб жіночої статі у переписній місцевості припадало 88,9 чоловіків;  на 100 жінок у віці від 18 років та старших — 89,1 чоловіків також старших 18 років.
Середній дохід на одне домашнє господарство  становив 68 349 доларів США (медіана — 59 306), а середній дохід на одну сім'ю — 72 230 доларів (медіана — 59 826). Медіана доходів становила 47 202 долари для чоловіків та 39 107 доларів для жінок. 
Цивільне працевлаштоване населення становило 208 осіб. Основні галузі зайнятості: освіта, охорона здоров'я та соціальна допомога — 39,9 %, мистецтво, розваги та відпочинок — 32,7 %, будівництво — 16,3 %, роздрібна торгівля — 3,8 %.